# Kijŏng-dong
Kijŏngdong, Kijŏng-dong o Kijŏng tong es un pueblo de P'yŏnghwa-ri (en chosŏn'gŭl, 평화; en hancha, 平和里), Kaesong-si, Corea del Norte. Está situado en la mitad norte de la zona desmilitarizada de Corea, y es conocido en Corea del Norte como Pueblo de la Paz (en chosŏn'gŭl, 평화촌; en hancha, 平和村; McCune-Reischauer, p'yŏnghwach'on) y Pueblo de la Propaganda (en hangul, 선전마을; en hanja, 宣傳마을; romanización revisada, Seonjeon Maeul) fuera de dicho país. Kijŏngdong es una de las dos poblaciones ubicadas dentro de la zona desmilitarizada de 4 kilómetros de ancho que separa las dos Coreas desde el alto el fuego de 1953, siendo la otra la surcoreana Daeseong-dong, a 2,22 km de la primera.

## Alegaciones de habitación

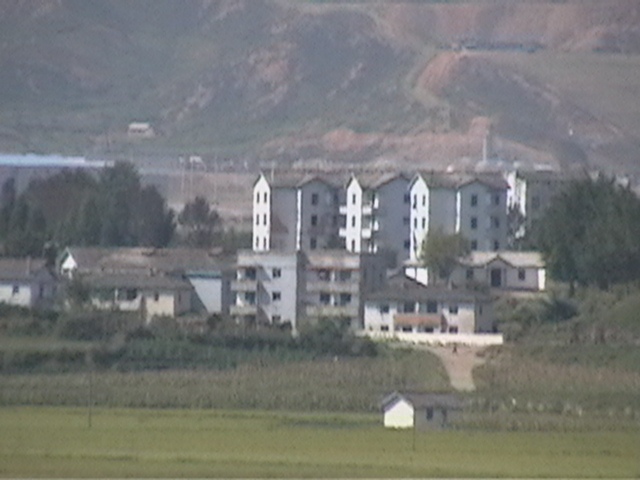
Edificios fantasma de Kijŏng-dong.

La postura oficial del gobierno norcoreano es que el pueblo alberga una granja colectiva de 200 familias equipada con guarderías, escuelas de primaria y secundaria, y un hospital. Sin embargo, la observación que se ha hecho del pueblo desde el sur sugiere que se trata en realidad de un pueblo Potemkin deshabitado, construido en los años 1950 sin reparar en gastos, en una maniobra propagandística destinada a promover la deserción en Corea del Sur y alojar a los soldados del régimen juche destinados en las fortificaciones, puestos de artillería y búnkeres subterráneos situados a lo largo de la frontera. Pese a que no puede ser visitado, se trata de la única localidad norcoreana visible y audible desde Corea del Sur, y por extensión el mundo occidental.
El pueblo consta de una serie de edificios de viviendas de varios pisos construidos con hormigón y pintados con colores claros, muchos de ellos aparentemente equipados con cableado eléctrico, un nivel de lujo totalmente insólito en cualquier población rural coreana de los años 50, tanto en el norte como en el sur. El pueblo está dispuesto de tal forma que, visto desde el otro lado de la frontera, sus características más llamativas son los tejados de color azul claro y una descomunal bandera norcoreana.
Años después de su construcción, a través de lentes telescópicos algunos llegaron a la conclusión de que los edificios no eran sino estructuras de hormigón vacías, sin ventanas ni habitaciones interiores; que las luces de los edificios se encendían y apagaban a determinadas horas mediante temporizadores, y que las personas que había por las calles no eran sino un ejército de figurantes cuyo objetivo era preservar la ilusión de actividad.

## Guerra propagandística
Desde los años 1950 multitud de potentes altavoces instalados sobre los edificios y orientados hacia el sur emitían constantemente propaganda norcoreana, mientras se hacía lo mismo desde el sur hacia el norte. Esto se detuvo en el 2004 por un acuerdo bilateral. En 2016, la emisión de propaganda se reanudó debido al aumento de la tensión por las pruebas nucleares.
A la entrada de Kijŏng-dong se halla uno de los mástiles de bandera más grandes del mundo. Una enorme bandera norcoreana de 270 kg ondea en una torre de 160 metros de altura. En lo que algunos dieron en llamar la "guerra de los mástiles", Kijŏng-dong y Daeseong-dong lucharon por tener la bandera más grande. Brevemente este honor recayó en el pueblo surcoreano, con su bandera de 130 kg y 100 m de altura, pero el régimen norcoreano contraatacó con la actual bandera y superó a los surcoreanos.
El pueblo está rodeado de granjas y vastos campos cultivados, los cuales son visibles tanto del lado norte como del sur, dando credibilidad a su habitación.